# レブンソウ
レブンソウ（礼文草、学名：Oxytropis megalantha）は、マメ科オヤマノエンドウ属の多年草。

## 特徴
北海道礼文島の固有種。礼文島の桃岩展望台や桃岩歩道などで見られる。
草丈は10〜25cm。1本の花柄に数個〜十数個の紫色の花を上向きに咲かせる。花期は6〜7月。和名の由来は、礼文島でのみ見られるため。
環境省レッドデータブック・絶滅危惧IA類に分類されている。

## Status
- 絶滅危惧IA類 (CR)（環境省レッドリスト）